# 南亞假懸蘚
南亞假懸蘚（学名：Pseudobarbella levieri）为蔓蘚科假懸蘚屬下的一个种。